# Jólnir
Jólnir è stata un'isola vulcanica a sud dell'Islanda.

## Descrizione
Era, in realtà, una parte di Surtsey, tra gli isolotti di Syrtlingur e di Surtla. L'isolotto emerse dall'oceano come risultato di un'attività tettonica iniziata nel luglio del 1966.
L'erosione marina coinvolgeva ciclicamente la superficie dell'isola, dopo la sua formazione, e Jólnir "navigava" sotto la superficie marina ogni tanto; così accadde per varie volte. L'isola fu chiamata Jólnir in onore di una divinità della mitologia norrena (molto meglio conosciuto con il nome di Odino). La formazione dell'isolotto è strettissimamente correlata con la vicina (ben più grande) isola vulcanica, con il nome di Surtsey; quest'ultima emerse nel 1963. Le eruzioni vulcaniche avvennero in molta dell'acqua che circondava Jólnir, ma la roccia formata recentemente fu soggetta ad una forte erosione oceanica, e molti isolotti piccoli vennero ricoperti dalle acque.
Nel 1966, Jólnir era emerso in superficie e si sviluppò un cono vulcanico che raggiunse i 64 metri sul livello del mare. Dal 1966, Jólnir non è più riemerso completamente. Quando l'attività vulcanica cessò, l'8 agosto del 1966, anche la parte emersa fu rapidamente erosa e ricoperta dalle acque, e l'intera isola scomparve sotto la superficie marina. Questo avvenne nell'ottobre del 1966.